# Лозовский, Виктор Артемьевич
Виктор Артемьевич Лозовский (21 января 1923, Солонянский район — 23 ноября 1969, Запорожье) — командир эскадрильи 897-го истребительного авиационного полка 288-й истребительной авиационной дивизии 17-й воздушной армии, участник Великой Отечественной войны, майор. Герой Советского Союза (1948).

## Биография
Виктор Лозовский родился 21 января 1923 года в селе Никольское-на-Днепре (ныне — Солонянский район Днепропетровской области Украины). В 1939 году он окончил три курса Никопольского сельскохозяйственного техникума. В октябре 1940 года Лозовский был призван на службу в Рабоче-крестьянскую Красную Армию. В 1942 году он окончил Чугуевскую военную авиационную школу пилотов. С мая 1943 года — на фронтах Великой Отечественной войны в составе 897-го истребительного авиационного полка 288-й истребительной авиационной дивизии 17-й воздушной армии.
К концу войны капитан Виктор Лозовский был командиром эскадрильи 897-го истребительного авиаполка 3-го Украинского фронта. За время своего участия в войне он совершил 327 боевых вылетов, принял участие в 42 воздушных боях, лично сбив 19 вражеских самолётов.
Указом Президиума Верховного Совета СССР от 23 февраля 1948 года капитан Виктор Лозовский был удостоен высокого звания Героя Советского Союза с вручением ордена Ленина и медали «Золотая Звезда» за номером 5824.
После окончания войны Лозовский продолжил службу в Советской Армии. В 1958 году в звании майора он был уволен в запас. Проживал и работал в Запорожье. Скоропостижно скончался 23 ноября 1969 года, похоронен на Капустяном кладбище Запорожья.
Был также награждён двумя орденами Красного Знамени, орденами Александра Невского, Отечественной войны 1 степени, двумя орденами Красной Звезды, рядом медалей.